# گمینا اوشنا
گمینا اوشنا (به لهستانی:  Gmina Osina) یک گمینا در لهستان است که در شهرستان گولنگوف واقع شده‌است. گمینا اوشنا ۱۰۱٫۹۲ کیلومتر مربع مساحت و ۲٬۸۹۲ نفر جمعیت دارد.